# FA Cup 1888-1889
La FA Cup 1888-89 fu la diciottesima edizione del torneo calcistico più vecchio del mondo. Per la prima volta furono introdotti i turni di qualificazione alla fase principale, iniziata il 2 febbraio 1889. Si laureò campione per la prima volta il Preston North End, che avendo vinto nella stessa stagione anche il campionato, ha quindi centrato il double.

## Primo turno
| Squadra locale          | Punteggio | Squadra ospite       | Data            |
| ----------------------- | --------- | -------------------- | --------------- |
| Burnley                 | 4-3       | Old Westminsters     | 2 febbraio 1889 |
| Swifts                  | 3-1       | Wrexham              | 2 febbraio 1889 |
| Notts County            | 2-0       | Old Brightonians     | 2 febbraio 1889 |
| Nottingham Forest       | 2-2       | Linfield Athletic    | 2 febbraio 1889 |
| Aston Villa             | 3-2       | Witton               | 2 febbraio 1889 |
| Bootle                  | 0-3       | Preston North End    | 2 febbraio 1889 |
| Accrington              | 1-1       | Blackburn Rovers     | 2 febbraio 1889 |
| Chatham                 | 2-1       | South Shore          | 2 febbraio 1889 |
| Grimsby Town            | 3-1       | Sunderland Albion    | 2 febbraio 1889 |
| Halliwell               | 2-2       | Crewe Alexandra      | 2 febbraio 1889 |
| Wolverhampton Wanderers | 4-3       | Old Carthusians      | 2 febbraio 1889 |
| Derby County            | 1-0       | Derby Junction       | 2 febbraio 1889 |
| Notts Rangers           | 1-1       | Sheffield Wednesday  | 2 febbraio 1889 |
| Birmingham St George's  | 3-2       | Long Eaton Rangers   | 2 febbraio 1889 |
| Small Heath             | 2-3       | West Bromwich Albion | 2 febbraio 1889 |
| Walsall Town Swifts     | 5-1       | Sheffield Heeley     | 2 febbraio 1889 |

### Ripetizioni
| Squadra locale      | Punteggio                              | Squadra ospite    | Data            |
| ------------------- | -------------------------------------- | ----------------- | --------------- |
| Nottingham Forest   | Qualificata per ritiro dell'avversaria | Linfield Athletic |                 |
| Blackburn Rovers    | 5-0                                    | Accrington        | 9 febbraio 1889 |
| Crewe Alexandra     | 1-5                                    | Halliwell         | 9 febbraio 1889 |
| Sheffield Wednesday | 3-0                                    | Notts Rangers     | 9 febbraio 1889 |

## Secondo turno
| Squadra locale          | Punteggio                              | Squadra ospite         | Data             |
| ----------------------- | -------------------------------------- | ---------------------- | ---------------- |
| Blackburn Rovers        | Qualificata per ritiro dell'avversaria | Swifts                 |                  |
| Aston Villa             | 5-3                                    | Derby County           | 16 febbraio 1889 |
| Sheffield Wednesday     | 3-2                                    | Notts County           | 16 febbraio 1889 |
| Chatham                 | 1-1                                    | Nottingham Forest      | 16 febbraio 1889 |
| Grimsby Town            | 0-2                                    | Preston North End      | 16 febbraio 1889 |
| Halliwell               | 2-3                                    | Birmingham St George's | 16 febbraio 1889 |
| Wolverhampton Wanderers | 6-1                                    | Walsall Town Swifts    | 16 febbraio 1889 |
| West Bromwich Albion    | 5-1                                    | Burnley                | 16 febbraio 1889 |

### Ripetizioni
| Squadra locale    | Punteggio | Squadra ospite | Data             |
| ----------------- | --------- | -------------- | ---------------- |
| Nottingham Forest | 2-2       | Chatham        | 23 febbraio 1889 |

| Squadra locale | Punteggio | Squadra ospite    | Data             | Stadio          |
| -------------- | --------- | ----------------- | ---------------- | --------------- |
| Chatham        | 3-2       | Nottingham Forest | 28 febbraio 1889 | Kennington Oval |

## Terzo turno
| Squadra locale          | Punteggio | Squadra ospite         | Data         |
| ----------------------- | --------- | ---------------------- | ------------ |
| Preston North End       | 2-0       | Birmingham St George's | 2 marzo 1889 |
| Blackburn Rovers        | 8-1       | Aston Villa            | 2 marzo 1889 |
| Chatham                 | 1-10      | West Bromwich Albion   | 2 marzo 1889 |
| Wolverhampton Wanderers | 3-0       | Sheffield Wednesday    | 2 marzo 1889 |

## Semifinali
| Squadra locale          | Punteggio | Squadra ospite       | Data          | Stadio                  |
| ----------------------- | --------- | -------------------- | ------------- | ----------------------- |
| Preston North End       | 1-0       | West Bromwich Albion | 16 marzo 1889 | Bramall Lane, Sheffield |
| Wolverhampton Wanderers | 1-1       | Blackburn Rovers     | 16 marzo 1889 | Alexandra Road, Crewe   |

### Ripetizioni
| Squadra locale   | Punteggio | Squadra ospite          | Data          | Stadio                |
| ---------------- | --------- | ----------------------- | ------------- | --------------------- |
| Blackburn Rovers | 1-3       | Wolverhampton Wanderers | 23 marzo 1889 | Alexandra Road, Crewe |

## Finale
| Squadra locale    | Punteggio | Squadra ospite          | Data          | Stadio          |
| ----------------- | --------- | ----------------------- | ------------- | --------------- |
| Preston North End | 3-0       | Wolverhampton Wanderers | 30 marzo 1889 | Kennington Oval |